# Comedians in Cars Getting Coffee
Comedians in Cars Getting Coffee (Comediantes en autos tomando café o Cómicos, coches y café) es una serie web cómica estadounidense creada, dirigida y conducida por Jerry Seinfeld. La serie comenzó su emisión el 19 de julio de 2012 en su sitio web oficial y en la plataforma Crackle. Desde el 6 de julio de 2018 todas las temporadas pasaron a la cadena Netflix.
El formato de los episodios consiste en que Jerry Seinfeld presenta un auto, generalmente antiguo y de lujo, con el que pasa a buscar al invitado que, casi siempre, es otro comediante amigo de Jerry y lo lleva a un bar o restaurante para tomar café. Tanto en el trayecto como en el establecimiento conversan de casi cualquier tema. 
Algunos episodios se alejan del formato habitual como, por ejemplo, en el episodio 9 de la primera temporada, en el que, luego de tomar café con Carl Reiner, vuelven a casa de este y se les une Mel Brooks para cenar. O en el episodio 1 de la séptima temporada, cuando visita la Casa Blanca para tomar café con Barack Obama.
La novena temporada del show se estrenó el 5 de enero de 2017. Ese mismo mes fue anunciado que el show migraría de Crackle a Netflix luego del final de esa temporada.

## Episodios
| Temporada | Temporada | Episodios | Episodios | Lanzamiento original    | Lanzamiento original     | Lanzamiento original |
| Temporada | Temporada | Episodios | Episodios | Primera emisión         | Última emisión           | Cadena               |
| --------- | --------- | --------- | --------- | ----------------------- | ------------------------ | -------------------- |
|           | 1         | 10        | 10        | 19 de julio de 2012     | 27 de septiembre de 2012 | Crackle              |
|           | 2         | 6         | 6         | 13 de junio de 2013     | 18 de julio de 2013      | Crackle              |
|           | 3         | 7         | 7         | 2 de enero de 2014      | 6 de febrero de 2014     | Crackle              |
|           | 4         | 5         | 5         | 19 de junio de 2014     | 17 de julio de 2014      | Crackle              |
|           | 5         | 8         | 8         | 6 de noviembre de 2014  | 8 de diciembre de 2014   | Crackle              |
|           | 6         | 6         | 6         | 3 de junio de 2015      | 8 de julio de 2015       | Crackle              |
|           | 7         | 6         | 6         | 30 de diciembre de 2015 | 3 de febrero de 2016     | Crackle              |
|           | 8         | 6         | 6         | 16 de junio de 2016     | 21 de julio de 2016      | Crackle              |
|           | 9         | 6         | 6         | 5 de enero de 2017      | 9 de febrero de 2017     | Crackle              |
|           | 10        | 12        | 12        | 6 de julio de 2018      | 6 de julio de 2018       | Netflix              |
|           | 11        | 12        | 12        | 19 de julio de 2019     | 19 de julio de 2019      | Netflix              |

### Primera temporada (2012)
| N.º en serie | N.º en temp. | Título                                   | Invitados(s)               | Automóvil(es)                    | Restaurante(s)                                                | Fecha de lanzamiento original |
| ------------ | ------------ | ---------------------------------------- | -------------------------- | -------------------------------- | ------------------------------------------------------------- | ----------------------------- |
| 1            | 1            | «Larry Eats a Pancake»                   | Larry David                | Volkswagen Escarabajo 1952       | John O'Groats, Los Ángeles CA                                 | 19 de septiembre de 2012      |
| 2            | 2            | «Mad Man in a Death Machine»             | Ricky Gervais              | Austin-Healey 3000 1967          | City Island Diner, City Island, Bronx, NY                     | 2 de octubre de 2012          |
| 3            | 3            | «A Monkey and a Lava Lamp»               | Brian Regan                | Dodge Challenger T/A 1970        | Rae's Diner, Santa Mónica, CA                                 | 9 de octubre de 2012          |
| 4            | 4            | «Just a Lazy Shiftless Bastard»          | Alec Baldwin               | Mercedes-Benz 280 SL 1970        | Fairway Market Café, Nueva York                               | 16 de octubre de 2012         |
| 5            | 5            | «A Taste of Hell From on High»           | Joel Hodgson               | Volkswagen Karmann Ghia 1963     | Skylark Diner, Edison, NJ                                     | 23 de octubre de 2012         |
| 6            | 6            | «Unusable on the Internet»               | Bob Einstein               | Mercedes-Benz 300SEL 6.3 1970    | Jerry's Deli, Studio City, CA Nate 'n Al's, Beverly Hills, CA | 30 de octubre de 2012         |
| 7            | 7            | «You Don't Want to Offend a Cannibal»    | Barry Marder               | Porsche 356 SC Cabriolet 1966    | Bendix Diner, Hasbrouck Heights, NJ                           | 6 de noviembre de 2012        |
| 8            | 8            | «I Hear Downton Abbey Is Pretty Good...» | Colin Quinn y Mario Joyner | Triumph TR6 1976                 | Fort Defiance Café, Brooklyn, NY                              | 13 de noviembre de 2012       |
| 9            | 9            | «I Want Sandwiches, I Want Chicken»      | Carl Reiner y Mel Brooks   | Rolls Royce Silver Cloud II 1960 | Norms Restaurants, Los Ángeles, CA                            | 20 de noviembre de 2012       |
| 10           | 10           | «It's Bubbly Time, Jerry»                | Michael Richards           | Volkswagen Bus 1962              | The Malibu Kitchen, Malibu, CA                                | 2 de diciembre de 2012        |

### Segunda temporada (2013)
Una temporada de 6 episodios debutó el 13 de junio de 2013. En su cuenta oficial de Twitter Jerry confirmó que «El programa va a tener dos temporadas de 6 episodios por año».
| N.º en serie | N.º en temp. | Título                                  | Invitados(s)    | Automóvil(es)                | Restaurante(s)                                 | Fecha de lanzamiento original |
| ------------ | ------------ | --------------------------------------- | --------------- | ---------------------------- | ---------------------------------------------- | ----------------------------- |
| 11           | 1            | «I'm Going to Change Your Life Forever» | Sarah Silverman | Jaguar E-Type Series 2 1969  | Millie's, Silver Lake, Los Ángeles, CA         | 28 de febrero de 2013         |
| 12           | 2            | «I Like Kettlecorn»                     | David Letterman | Volvo 960 1995               | Green Granary, New Milford, CT                 | 4 de marzo de 2013            |
| 13           | 3            | «No Lipsticks for Nuns»                 | Gad Elmaleh     | Citroën 2CV 1950             | "Pommes frites" y asado francés por Nueva York | 11 de marzo de 2013           |
| 14           | 4            | «You'll Never Play the Copa»            | Don Rickles     | Cadillac Eldorado 1958       | Factor's Famous Deli, Los Ángeles, CA          | 18 de marzo de 2013           |
| 15           | 5            | «Really?!»                              | Seth Meyers     | Porsche 911 Carrera RS 1973  | Roebling Tea Room, Brooklyn, NY                | 25 de marzo de 2013           |
| 16           | 6            | «Kids Need Bullying»                    | Chris Rock      | Lamborghini Miura P400S 1969 | Allendale Eats!, Allendale, NJ                 | 1 de abril de 2013            |

### Tercera temporada (2014)
| N.º en serie | N.º en temp. | Título                             | Invitados(s)             | Automóvil(es)       | Restaurante(s)                                         | Fecha de lanzamiento original |
| --- | ------------ | ---------------------------------- | ------------------------ | ------------------- | ------------------------------------------------------ | ----------------------------- |
| 17 | 1            | «Comedy, Sex and The Blue Numbers» | Louis C.K.               | Fiat 600 Jolly 1959 | Barco propiedad de Louis C.K., Nueva York              | 2 de enero de 2014            |
| 18 | 2            | «How Would You Kill Superman?»     | Patton Oswalt            | DMC DeLorean        | Handsome Coffee Roasters, Los Ángeles, CA              | 9 de enero de 2014            |
| 19 | 3            | «Comedy is a Concealed Weapon»     | Jay Leno                 | Porsche 356/2 1949  | Jones Coffee, Pasadena, CA                             | 16 de enero de 2014           |
| 20 | 4            | «So You're Mellow and Tense?»      | Todd Barry               | MGB 1966            | Nathan's Famous, Nueva York                            | 23 de enero de 2014           |
| 21 | 5            | «Feces Are My Purview»             | Tina Fey                 | Volvo 1800S 1967    | Floridita, Harlem, NY Dominique Ansel Bakery, SoHo, NY | 30 de enero de 2014           |
| 22 | 6            | «The Over-Cheer»                   | George Costanza y Newman | AMC Pacer 1976      | Tom's Restaurant, Nueva York                           | 2 de febrero de 2014          |
| Jerry y George Costanza (Jason Alexander, en su rol de Seinfeld) toman un café y hablan de la correcta etiqueta para atender a una fiesta de Super Bowl. Se encuentran con Newman (Wayne Knight). El episodio fue escrito por Seinfeld y Larry David, siendo dirigido por este último. |              |                                    |                          |                     |                                                        |                               |
| 23 | 7            | «The Last Days of Howard Stern»    | Howard Stern             | Pontiac GTO 1969    | Bel Aire Diner, Astoria, Queens                        | 6 de febrero de 2014          |

### Cuarta temporada (2014)
| N.º en serie | N.º en temp. | Título                                     | Invitados(s)         | Automóvil(es)                 | Restaurante(s)                                                   | Fecha de lanzamiento original |
| ------------ | ------------ | ------------------------------------------ | -------------------- | ----------------------------- | ---------------------------------------------------------------- | ----------------------------- |
| 24           | 1            | «A Little Hyper-Aware»                     | Sarah Jessica Parker | Ford Country Squire LTD 1976  | Colony Diner, East Meadow, NY Francesco's Bakery, Hicksville, NY | 19 de junio de 2014           |
| 25           | 2            | «Two Polish Airline Pilots»                | George Wallace       | Buick Riviera 1965            | Flamingo Peppermill Fireside Lounge, Las Vegas, NV               | 26 de junio de 2014           |
| 26           | 3            | «Opera Pimp»                               | Robert Klein         | Jaguar Mark 2 1967            | Casa de Robert Klein Landmark Diner, Ossining, NY                | 3 de julio de 2014            |
| 27           | 4            | «It's Like Pushing a Building Off a Cliff» | Aziz Ansari          | Prevost Car X3-45 VIP 2012    | Factor's Famous Deli Brody's Diner, Shrewsbury, MA               | 10 de julio de 2014           |
| 28           | 5            | «The Sound of Virginity»                   | Jon Stewart          | AMC Gremlin 1978 AMC AMX 1968 | Roebling Tea Room Tick Tock Diner, Clifton, NJ                   | 17 de julio de 2014           |

### Quinta temporada (2014)
| N.º en serie | N.º en temp. | Título                                                               | Invitados(s)  | Automóvil(es)                                       | Restaurante(s)                                  | Fecha de lanzamiento original |
| ------------ | ------------ | -------------------------------------------------------------------- | ------------- | --------------------------------------------------- | ----------------------------------------------- | ----------------------------- |
| 29           | 1            | «You Look Amazing in the Wind»                                       | Kevin Hart    | Porsche 718 1959                                    | 212 Pier, Santa Mónica, CA                      | 6 de noviembre de 2014        |
| 30           | 2            | «I'm Wondering What It's Like to Date Me»                            | Amy Schumer   | Ferrari Daytona 365 GTB/4 1971                      | Short Stop Diner, Bronx, NY                     | 13 de noviembre de 2014       |
| 31           | 3            | «Smoking Past the Band»                                              | Bill Burr     | Boss 302 Mustang 1970                               | Novel Cafe, Santa Mónica, CA                    | 20 de noviembre de 2014       |
| 32           | 4            | «Happy Thanksgiving Miranda»                                         | Miranda Sings | Austin Healey Sprite 1960                           | Art's Delicatessen Restaurant, Estudio City, CA | 27 de noviembre de 2014       |
| 33           | 5            | «I Wasn't Told About This... with Special Feature: I’m Dying, Jerry» | Fred Armisen  | Saab 96 Monte Carlo 850 1965                        | Coava Coffee Roasters, Portland, OR             | 4 de diciembre de 2014        |
| 34           | 6            | «I'm Going to Take a Percocet and Let That One Go»                   | Ali Wentworth | Mercedes-Benz 280 SE Convertible 1970               | Fiddler's Elbow Country Club, Bedminster, NJ    | 11 de diciembre de 2014       |
| 3536         | 78           | «The Unsinkable Legend»                                              | Jimmy Fallon  | Chevrolet Corvette 1956 Land Rover Defender 90 1994 | John's Pancake House, Montauk, NY               | 18 de diciembre de 2014       |

### Sexta temporada (2015)
| N.º en serie | N.º en temp. | Título                                        | Invitados(s)        | Automóvil(es)             | Restaurante(s)                               | Fecha de lanzamiento original |
| ------------ | ------------ | --------------------------------------------- | ------------------- | ------------------------- | -------------------------------------------- | ----------------------------- |
| 37           | 1            | «I'll Go If I Don't Have to Talk»             | Julia Louis-Dreyfus | Aston Martin DB5 1964     | Caffe Luxxe Art's Table, Santa Mónica, CA    | 3 de junio de 2015            |
| 38           | 2            | «Always Do the Banana Joke First»             | Steve Harvey        | Chevrolet Bel Air 1957    | Manny's Cafeteria Biggs Mansion, Chicago, IL | 10 de junio de 2015           |
| 39           | 3            | «We Love Breathing What You're Burning, Baby» | Jim Carrey          | Lamborghini Countach 1976 | Killer Cafe, Marina del Rey, CA              | 17 de junio de 2015           |
| 40           | 4            | «The Comedy Team of Smug and Arrogant»        | Bill Maher          | Volkswagen Tipo 1 1979    | Brite Spot, Echo Park, Los Ángeles, CA       | 24 de junio de 2015           |
| 41           | 5            | «That's the Whole Point of Apartheid, Jerry»  | Trevor Noah         | Ferrari 308 GTB/GTS 1985  | One Girl Cookies, Brooklyn, NY               | 1 de julio de 2015            |
| 42           | 6            | «Cut Up and Bloody but Looking Good»          | Stephen Colbert     | Morgan Plus 4 1964        | Bluestone Coffee Co., Montclair, NJ          | 9 de julio de 2015            |

### Séptima temporada (2015-2016)
| N.º en serie | N.º en temp. | Título                                                                        | Invitados(s)                    | Automóvil(es)                   | Restaurante(s)                                           | Fecha de lanzamiento original |
| ------------ | ------------ | ----------------------------------------------------------------------------- | ------------------------------- | ------------------------------- | -------------------------------------------------------- | ----------------------------- |
| 43           | 1            | «Just Tell Him You're the President»                                          | Barack Obama                    | Corvette Sting Ray 1963         | Comedor del personal de la Casa Blanca, Washington D. C. | 30 de diciembre de 2015       |
| 44           | 2            | «If You See This on a Toilet Seat, Don't Sit Down»                            | Steve Martin                    | Siata 8V 1954 Ford Mustang 1966 | Pleasantville Diner, Pleasantville, NY                   | 6 de enero de 2016            |
| 45           | 3            | «Stroked Out on a Hot Machine»                                                | Kathleen Madigan y Chuck Martin | BMW 2002 tii 1972               | Alfred Coffee, Studio City, Los Ángeles, CA              | 13 de enero de 2016           |
| 46           | 4            | «It's Great That Garry Shandling Is Still Alive»                              | Garry Shandling                 | Porsche 930 Turbo 1979          | Du-Par's Restaurant & Bakery, Studio City, CA            | 20 de enero de 2016           |
| 47           | 5            | «I Don't Think That's Bestiality»                                             | Sebastian Maniscalco            | Chevrolet Camaro Z28 1969       | Intelligentsia Coffee The Tasting Kitchen, Venice, CA    | 27 de enero de 2016           |
| 48           | 6            | «Mr. Ferrell, For the Last Time, We're Going to Ask You to Put the Cigar Out» | Will Ferrell                    | Plymouth Superbird 1970         | Med Cafe, Marina del Rey, CA                             | 3 de febrero de 2016          |

### Octava temporada (2016)
| N.º en serie | N.º en temp. | Título                                     | Invitados(s)   | Automóvil(es)                      | Restaurante(s)                    | Fecha de lanzamiento original |
| ------------ | ------------ | ------------------------------------------ | -------------- | ---------------------------------- | --------------------------------- | ----------------------------- |
| 49           | 1            | «Stick Around for the Pope»                | Jim Gaffigan   | Volkswagen Westfalia Camper 1977   | Second Avenue Deli, Manhattan, NY | 16 de junio de 2016           |
| 50           | 2            | «You Can Go Cho Again»                     | Margaret Cho   | Mazda Cosmo 1967                   | Highland Cafe, Los Ángeles, CA    | 23 de junio de 2016           |
| 51           | 3            | «Escape from Syosset»                      | Judd Apatow    | Pontiac Firebird 400 1968          | 101 Coffee Shop, Los Ángeles, CA  | 30 de junio de 2016           |
| 52           | 4            | «Everybody Respects a Bloody Nose»         | J. B. Smoove   | Studebaker Avanti 1964             | 10 Speed Coffee, Calabasas, CA    | 7 de julio de 2016            |
| 53           | 5            | «Everybody Likes to See the Monkeys»       | Lorne Michaels | Mercedes-Benz 300 SL Gullwing 1955 | The Monkey Bar, Nueva York, NY    | 14 de julio de 2016           |
| 54           | 6            | «What Kind of Human Animal Would Do This?» | John Oliver    | Triumph TR3 1959                   | Allswell, Brooklyn, NY            | 21 de julio de 2016           |

### Novena temporada (2017)
| N.º en serie | N.º en temp. | Título                                    | Invitados(s)           | Automóvil(es)          | Restaurante(s)                            | Fecha de lanzamiento original |
| ------------ | ------------ | ----------------------------------------- | ---------------------- | ---------------------- | ----------------------------------------- | ----------------------------- |
| 55           | 1            | «The Volvo-ness»                          | Kristen Wiig           | Volvo 122S Amazon 1964 | House of Pies, Los Ángeles, CA            | 5 de enero de 2017            |
| 56           | 2            | «A Rusty Car in the Rain»                 | Norm Macdonald         | Porsche 356A 1958      | Jackson Hole Diner, East Elmhurst, NY     | 12 de enero de 2017           |
| 57           | 3            | «Dictators, Comics, and Preachers»        | Cedric the Entertainer | Bentley S1 1958        | The Butcher's Daughter, New York City, NY | 19 de enero de 2017           |
| 58           | 4            | «At What Point Am I Out from Under?»      | Lewis Black            | Cadillac Eldorado 1967 | Junior's, Downtown Brooklyn, NY           | 26 de enero de 2017           |
| 59           | 5            | «Champagne, Cigars, and Pancake Batter»   | Christoph Waltz        | BMW 507 Series II 1975 | IHOP, Torrance, CA                        | 2 de febrero de 2017          |
| 60           | 6            | «It's Not So Funny When It's Your Mother» | Bob Einstein           | Acura NSX 2017         | Urth Caffé, Los Ángeles, CA               | 9 de febrero de 2017          |

### Décima temporada (2018)
| N.º en serie | N.º en temp. | Título                                     | Invitados(s)      | Automóvil(es)                  | Restaurante(s)                                                   | Fecha de lanzamiento original |
| ------------ | ------------ | ------------------------------------------ | ----------------- | ------------------------------ | ---------------------------------------------------------------- | ----------------------------- |
| 61           | 1            | «From The Third Reich To You»              | Zach Galifianakis | Volkswagen Thing 1972          | Royal Donuts Dinah’s Family Restaurant, Los Ángeles, CA          | 6 de julio de 2018            |
| 62           | 2            | «Nobody Says, “I Wish I Had A Camera”»     | Dave Chappelle    | Citroën SM 1973                | The Diner, Washington D. C.                                      | 6 de julio de 2018            |
| 63           | 3            | «You Said It Wasn’t Funny»                 | Ellen DeGeneres   | Toyota Land Cruiser (J40) 1977 | Tre Lune, Montecito, CA                                          | 6 de julio de 2018            |
| 64           | 4            | «Lasagna With Six Different Cheeses»       | Tracy Morgan      | Ferrari 288 GTO 1984           | Raymond’s Restaurant, Ridgewood, NJ                              | 6 de julio de 2018            |
| 65           | 5            | «Are There Left Handed Spoons?»            | Brian Regan       | Cadillac XLR 2005              | Espresso Profeta, Los Ángeles, CA                                | 6 de julio de 2018            |
| 66           | 6            | «Na.. Ga.. Do.. It»                        | Dana Carvey       | Buggy Meyers Manx              | The Beverly Hills Hotel, Beverly Hills, CA                       | 6 de julio de 2018            |
| 67           | 7            | «Nobody Cries At A Joke»                   | Hasan Minhaj      | Ferrari 512TR 1992             | Hastings Center Restaurant, Hastings-on-Hudson, NY               | 6 de julio de 2018            |
| 68           | 8            | «Red Bottom Shoes Equals Fantastic Babies» | Neal Brennan      | Porsche 356 C 1965             | The Good Stuff, Hermosa Beach, CA                                | 6 de julio de 2018            |
| 69           | 9            | «A Hooker In The Rain»                     | John Mulaney      | Alfa Romeo Giulia Super 1969   | Capizzi, Nueva York, NY                                          | 6 de julio de 2018            |
| 70           | 10           | «A Brain In A Jar»                         | Kate McKinnon     | Fiat 600 Multipla 1962         | Via Quadronno, Nueva York, NY                                    | 6 de julio de 2018            |
| 71           | 11           | «Gyrating, Naked Twister»                  | Alec Baldwin      | BMW 3.0 CS coupe 1974          | Madman Espresso, Nueva York, NY Massapequa Diner, Massapequa, NY | 6 de julio de 2018            |
| 72           | 12           | «Heere’s Jerry!»                           | Jerry Lewis       | Jaguar E-Type 1966             | The Omelet House, Las Vegas, NV                                  | 6 de julio de 2018            |

### Undécima temporada (2019)
| N.º en serie | N.º en temp. | Título                                         | Invitados(s)         | Automóvil(es)                        | Restaurante(s)                                                                                  | Fecha de lanzamiento original |
| ------------ | ------------ | ---------------------------------------------- | -------------------- | ------------------------------------ | ----------------------------------------------------------------------------------------------- | ----------------------------- |
| 73           | 1            | «I Just Wanted to Kill»                        | Eddie Murphy         | Porsche Carrera GT 2004              | The Rose Venice, Venice, CA                                                                     | 19 de julio de 2019           |
| 74           | 2            | «We Have The Meats»                            | Seth Rogen           | Dodge Royal Monaco Sedan 1976        | Canter's Deli Arby's, Los Ángeles, CA                                                           | 19 de julio de 2019           |
| 7576         | 34           | «China Maybe?»                                 | Ricky Gervais        | Rolls-Royce Dawn 2018                | City Limits Diner, White Plains, NY Martine's Fine Bake Shoppe, Scarsdale, NY                   | 19 de julio de 2019           |
| 77           | 5            | «These People That Do This Stuff. They Stink.» | Matthew Broderick    | Lamborghini Huracán Performante 2018 | Joe Coffee Le Pain Quotidien, Nueva York, NY                                                    | 19 de julio de 2019           |
| 78           | 6            | «You Got To Get The Alligator Sweat»           | Jamie Foxx           | Maserati Mistral 1969                | Slim Goodies Diner, Nueva Orleans, LA                                                           | 19 de julio de 2019           |
| 79           | 7            | «My Wife Didn't Know The Extent Of It»         | Sebastian Maniscalco | Lambretta Series II 1959             | Pasticceria Rocco Faicco's Italian Specialties Grom Gelato Murray's Cheese Shop, Nueva York, NY | 19 de julio de 2019           |
| 80           | 8            | «A Dream World Of Residuals»                   | Martin Short         | Mercedes-Benz 300D Wagon 1983        | Lunetta, Santa Mónica, CA                                                                       | 19 de julio de 2019           |
| 81           | 9            | «He Should Have Been Done That»                | Mario Joyner         | Volkswagen Thing 1974                | Roscoe's House of Chicken and Waffles Pinkberry, Los Ángeles, CA                                | 19 de julio de 2019           |
| 82           | 10           | —                                              | Melissa Villaseñor   | Nissan Figaro 1991                   | Forrest Point, Brooklyn, NY                                                                     | 19 de julio de 2019           |
| 83           | 11           | «Still Hot To The Touch»                       | Bridget Everett      | Cadillac Series 62 Convertible 1961  | Café Angelique, Tenafly, NJ                                                                     | 19 de julio de 2019           |
| 84           | 12           | «Big Lots and BevMo!»                          | Barry Marder         | Porsche 356 SC Cabriolet 1966        | Brent's Deli, Northridge, CA                                                                    | 19 de julio de 2019           |

## Recepción
Brian Lowry de Variety dijo que la serie tiene un concepto de formato de corta duración que parece estirado incluso con 18 minutos de duración. David Hinckley de New York Daily News le dio a la serie 3 estrellas de 5 posibles. Mike Hale de The New York Times dijo que, "Los [segmentos de la serie]... están presentados en una forma limpia y elegante con un logo estudiosamente dibujado a lápiz. Y la filmación y edición son, si los separas, impresionantemente complejos y artísticos para una serie web".

## Premios
| Año  | Premio                 | Categoría                                     | Nominado(s)                                                                          | Resultado |
| ---- | ---------------------- | --------------------------------------------- | ------------------------------------------------------------------------------------ | --------- |
| 2013 | Premios Primetime Emmy | Mejor especial de no ficción en formato corto | Jerry Seinfeld                                                                       | Nominado  |
| 2014 | Premios Primetime Emmy | Mejor programa de no ficción en formato corto | Jerry Seinfeld Crackle                                                               | Nominado  |
| 2016 | Premios Primetime Emmy | Mejor serie de comedia, variedades o música   | Jerry Seinfeld Melissa Miller Tammy Johnston Denis Jensen George Shapiro Howard West | Nominado  |
| 2019 | Premios Primetime Emmy | Mejor serie informativa o especial            | Jerry Seinfeld George Shapiro Melissa Miller Tammy Johnston                          | Nominado  |